# Astragalus giganteus
Astragalus giganteus es una especie de planta herbácea perteneciente a la familia de las leguminosas. Es originaria de Norteamérica. 

## Distribución
Es una planta herbácea perennifolia que se encuentra en Estados Unidos y México

## Taxonomía
Astragalus giganteus fue descrita por Sereno Watson y publicado en Proceedings of the American Academy of Arts and Sciences 17: 370. 1882.
Etimología
Astragalus: nombre genérico derivado del griego clásico άστράγαλος y luego del Latín astrăgălus aplicado ya en la antigüedad, entre otras cosas, a algunas plantas de la familia Fabaceae, debido a la forma cúbica de sus semillas parecidas a un hueso del pie.
giganteus: epíteto latíno que significa "grande, gigante"
Sinonimia
- Astragalus giganteus var. yaquianus (S.Watson) M.E.Jones
- Astragalus texanus E.Sheld.
- Astragalus yaquianus S.Watson[4][5]